# Бања Бадања
Бања Бадања је бања на планини Цер. Припада атару насеља Доња Бадања, смештена је у долини реке Цернице.
Бањске минералне воде су, по предању, открили пастири који су запазили како старе и болесне животиње после ваљања у бањском блату поново постају здраве.
У Бањи постоје два извора: „Главни извор“ сумпоровите воде и извор „Гвоздене воде“. Извор сумпоровите воде спада у ред сумпоровито-гвожђевитих. Температура воде је 15 °C, минерализација износи 0,82 г/л,, Пх вредност 7. Издашност „Главног извора“ је 1 л/с. У гасном саставу воде преовлађује азот, док је садржај раствореног угљен-диоксида до 28 мг/л, а сумпор-водоника 4,2 мг/л.
„Гвоздени извор“ се некада звао „Црвена вода“. Спада у ред гвожђевитих вода. Вода је хладна, укупне минерализације 0,8 г/л, али са знатно повишеном радиоактивношћу 100,3 бекерела.
Бањска вода се користи за купање и пиће. Употребом гвожђевите воде лечи се анемија и разна стомачна обољења а коришћењем сумпоровите воде реуматизам, артритис, спондилоза и посттрауматска стања.
У бањи постоји Центар за рехабилитацију и стационарно лечење, Специјална болница за рехабилитацију „Боро Скорић“, мотел „Церница“, а у току је и изградња хотела.